# Critèrium Internacional 2014
El Critérium Internacional 2014 fou la 83a edició del Critérium Internacional i es disputà entre el 29 i 30 de març de 2014. La cursa forma part de l'UCI Europa Tour 2014, i fou guanyada pel francès Jean-Christophe Péraud (AG2R La Mondiale), que va estar acompanyat al podi pel suís Mathias Frank (IAM Cycling) i el portuguès Tiago Machado (NetApp-Endura).
Péraud va aconseguir la victòria per un sol segon de diferència sobre Frank gràcies al fet que en la contrarellotge individual li havia tret cinc segons. Al cim del Coll de l'Ospedale ambdós arribaren plegats en primera i segona posició, guanyant Frank 10 segons de bonificació i sis Péraud, amb la qual cosa Péraud guanyà per un sol segon.

## Equips participants
15 equips prenen part en la cursa:
- 8 World Tour: AG2R La Mondiale, Astana Qazaqstan Team, Team Europcar, FDJ, Garmin-Sharp, Giant-Shimano, Team Tinkoff-Saxo, Trek Factory Racing
- 5 equips continentals professionals: Bretagne-Séché Environnement, Cofidis, Colombia, IAM Cycling, NetApp-Endura
- 2 equips continentals: La Pomme Marseille 13, BigMat-Auber 93

## Etapes
| Et. | Data       | Recorregut                          | Km  | Vencedor d'etapa     | Líder de la general          |
| --- | ---------- | ----------------------------------- | --- | -------------------- | ---------------------------- |
| 1a  | 29 de març | Porto-Vecchio - Porto-Vecchio       | 89  | Nacer Bouhanni (FRA) | Nacer Bouhanni (FRA)         |
| 2a  | 29 de març | Porto-Vecchio - Porto-Vecchio (CRI) | 7   | Tom Dumoulin (NED)   | Tom Dumoulin (NED)           |
| 3a  | 30 de març | Porto-Vecchio - Coll de l'Ospedale  | 179 | Mathias Frank (SUI)  | Jean-Christophe Péraud (FRA) |

## Classificacions finals

### Classificació general
| Pos | Ciclista                     | Equip                        | Temps      |
| --- | ---------------------------- | ---------------------------- | ---------- |
| 1   | Jean-Christophe Péraud (FRA) | AG2R La Mondiale             | 7h 00' 12" |
| 2   | Mathias Frank (SUI)          | IAM Cycling                  | + 1"       |
| 3   | Tiago Machado (POR)          | NetApp-Endura                | + 19"      |
| 4   | Rafał Majka (POL)            | Team Tinkoff-Saxo            | + 25"      |
| 5   | Eduardo Sepúlveda (ARG)      | Bretagne-Séché Environnement | + 26"      |
| 6   | Fränk Schleck (LUX)          | Trek Factory Racing          | + 28"      |
| 7   | Julien Simon (FRA)           | Cofidis                      | + 47"      |
| 8   | Alexis Vuillermoz (FRA)      | AG2R La Mondiale             | + 48"      |
| 9   | Bob Jungels (LUX)            | Trek Factory Racing          | + 57"      |
| 10  | Fabio Duarte (COL)           | Colombia                     | + 1' 07"   |

### Classificacions secundàries
| Pos | Ciclista                     | Equip            | Punts |
| --- | ---------------------------- | ---------------- | ----- |
| 1   | Mathias Frank (SUI)          | IAM Cycling      | 20    |
| 2   | Jean-Christophe Péraud (FRA) | AG2R La Mondiale | 20    |
| 3   | Tom Dumoulin (NED)           | Giant-Shimano    | 15    |

| Pos | Ciclista                | Equip             | Punts |
| --- | ----------------------- | ----------------- | ----- |
| 1   | Mathias Frank (SUI)     | IAM Cycling       | 6     |
| 2   | Stéphane Rossetto (FRA) | BigMat-Auber 93   | 6     |
| 3   | Ivan Rovni (RUS)        | Team Tinkoff-Saxo | 6     |

| Pos | Ciclista                | Equip                        | Temps      |
| --- | ----------------------- | ---------------------------- | ---------- |
| 1   | Rafał Majka (POL)       | Team Tinkoff-Saxo            | 7h 00' 37" |
| 2   | Eduardo Sepúlveda (ARG) | Bretagne-Séché Environnement | + 1"       |
| 3   | Bob Jungels (LUX)       | Trek Factory Racing          | + 32"      |

|   | Equip               | País         | Temps       |
| - | ------------------- | ------------ | ----------- |
| 1 | IAM Cycling         | Suïssa       | 21h 04' 37" |
| 2 | Trek Factory Racing | Estats Units | + 1' 09"    |
| 3 | AG2R La Mondiale    | França       | + 2' 24"    |

## Evolució de les classificacions
| Etapa | Vencedor       | Classificació general  | Classificació per punts | Classificació de la muntanya | Classificació dels joves | Classificació per equips |
| ----- | -------------- | ---------------------- | ----------------------- | ---------------------------- | ------------------------ | ------------------------ |
| 1     | Nacer Bouhanni | Nacer Bouhanni         | Nacer Bouhanni          | Théo Vimpere                 | Nacer Bouhanni           | Team Europcar            |
| 2     | Tom Dumoulin   | Tom Dumoulin           | Tom Dumoulin            | Théo Vimpere                 | Tom Dumoulin             | Garmin-Sharp             |
| 3     | Mathias Frank  | Jean-Christophe Péraud | Mathias Frank           | Mathias Frank                | Rafał Majka              | IAM Cycling              |
| Final | Final          | Jean-Christophe Péraud | Mathias Frank           | Mathias Frank                | Rafał Majka              | IAM Cycling              |